# Гжегож Вісневський (письменник)
Гже́гож Вісне́вський (пол. Grzegorz Wiśniewski, 1971) — польський письменник-фантаст. Найвідоміші свої твори він написав у співавторстві з дружиною Анною Бжезінською.

## Біографія
Гжегож Вісневський народився у 1971 році. Закінчив відділ інформатики Щецинської політехніки. Літературну діяльність розпочав у 1994 році, коли опублікував у журналі «Nowa Fantastyka» оповідання «Маніпулятриції» (пол. Manipulatrice), яке вважається одним з перших польських творів у жанрі кіберпанку. У інтернет-виданні «Esensja» письменник опублікував цикл оповідань «Різдвяні оповідання» (пол. Opowieści wigilijne). За оповідання з цієї серії «Добрі, злі люди» (пол. Dobrzy, źli ludzie) він отримав Премію Електрибалта.
Свої найвідоміші твори Гжегож Вісневський написав у співавторстві з дружиною Анною Бжезінською. Ці твори входять до циклу «Велика війна», перший з яких вийшов друком у 2007 році під назвою «За короля, вітчизну і жменю золота» (пол. Za króla, ojczyznę i garść złota, а другий є циклом з трьох коротких повістей під назвою «На нічиїй землі» (пол. Na ziemi niczyjej, який вийшов друком у 2008 році.

### Велика війна
- За короля, вітчизну і жменю золота (пол. Za króla, ojczyznę i garść złota, 2007, у співавторстві з Анною Бжезінською)
- На нічиїй землі (пол. Na ziemi niczyjej, 2008, у співавторстві з Анною Бжезінською)

### Оповідання
- Маніпулятриції (пол. Manipulatrice, 1994)
- Імперіальна різдвяна оповідь (пол. Imperialna opowieść wigilijna, 1999)
- Мій брат, Каїн (пол. Mój brat, Kain, 1999)
- Полум'я Тіргартена (пол. Płomień Tiergarten, 1999)
- Добрі, злі люди (пол. Dobrzy, źli ludzie, 1999)
- Матричне різдвяне оповідання (пол. Matriksowa opowieść wigilijna, 1999)
- Пес, тобто кіт (пол. Pies, czyli kot, 2000)
- Чуже різдвяне оповідання (пол. Obca opowieść wigilijna, 2001)
- Тигр! Тигр! Тигр! (пол. Tygrys! Tygrys! Tygrys!, 2001)
- Толкієнівське різдвяне оповідання (пол. Tolkienowska opowieść wigilijna, 2002)